# Tratado de Amizade, Aliança e Assistência Mútua Sino-Soviético

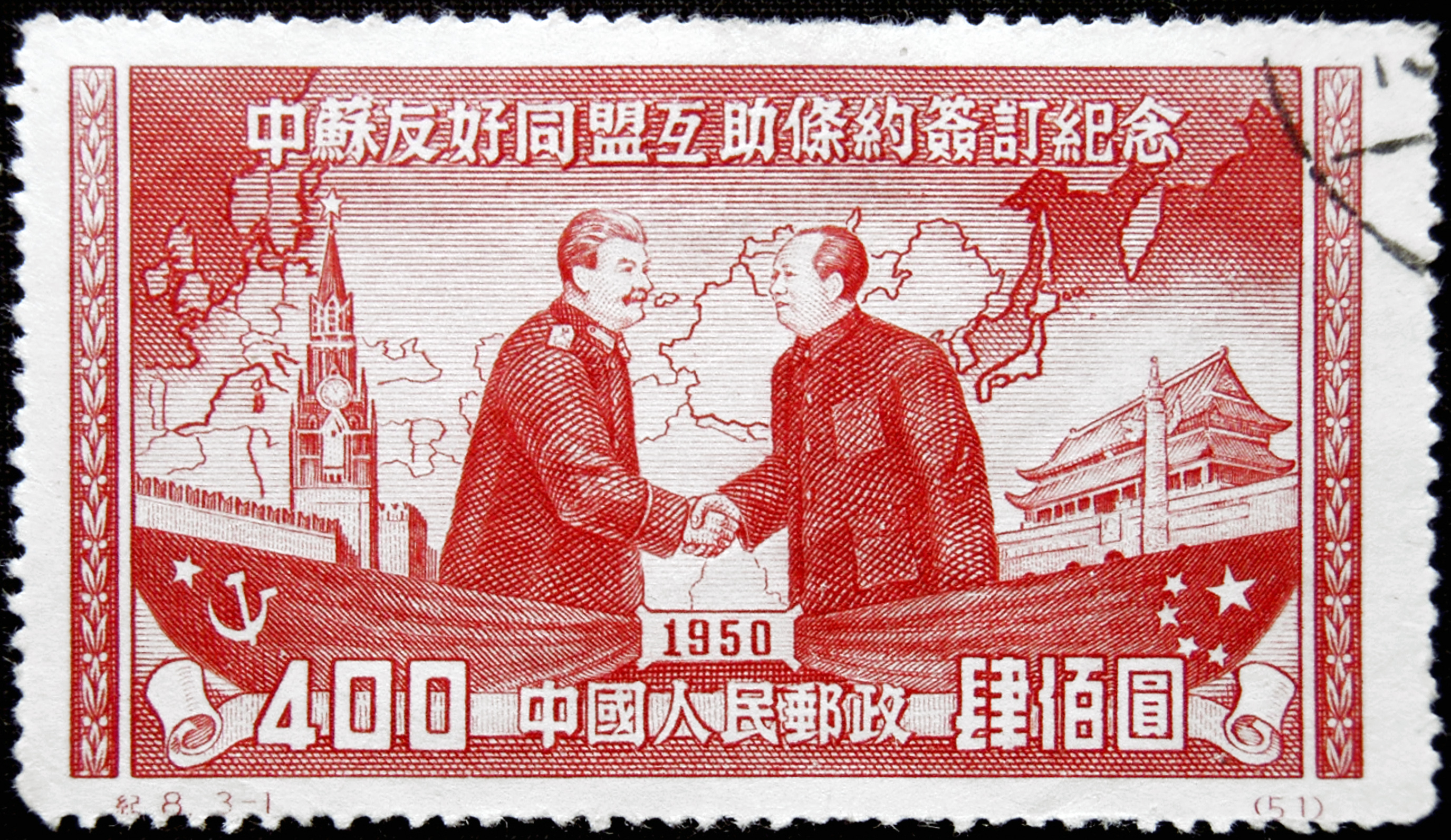
Selo chinês comemorando a execução do tratado

O Tratado de Amizade, Aliança e Assistência Mútua Sino-Soviético (chinês tradicional: 中蘇友好同盟互助條約, chinês simplificado: 中苏友好同盟互助条约, pinyin: Zhōng-Sū Yǒuhǎo Tóngméng Hùzhù Tiáoyuè), ou simplesmente Tratado Sino-Soviético de Amizade e Aliança, é um tratado de aliança concluído entre a República Popular da China e a União Soviética em 14 de fevereiro de 1950. Se baseava em grande medida sobre o tratado anterior de mesmo nome que havia sido arranjado entre a União Soviética e o governo nacionalista em 1945 e foi o produto de negociações prolongadas entre Liu Shaoqi e Josef Stalin.[carece de fontes?]
Mao Tse-tung viajou à União Soviética a fim de assinar o Tratado, após os respectivos detalhes serem concluídos, e esta foi a única vez que ele viajou para fora da China durante a sua vida. O Tratado lidou com uma série de questões tais como privilégios soviéticos em Xinjiang e na Manchúria e um dos seus pontos mais importantes foi a prestação de um empréstimo de 300 milhões de dólares da União Soviética à República Popular da China, que havia sofrido economicamente e logisticamente por mais de uma década de guerra intensa. O tratado não impediu que as relações entre Pequim e Moscou sofressem uma deterioração drástica no final dos anos 1950–1960, na época da ruptura sino-soviética.
Em face da abertura da China ao mercado internacional e da expiração do Tratado, Deng Xiaoping não queria que a China negociasse com os soviéticos a não ser que concordassem com as exigências chinesas. Essas foram: que os soviéticos se retirassem do Afeganistão, removessem suas tropas da Mongólia e das fronteiras sino-soviéticas e parasse de apoiar a invasão vietnamita do Camboja. O tratado expirou em 1979, o que permitiu à China atacar o Vietnã, um aliado soviético, na Terceira Guerra da Indochina, como uma resposta à invasão vietnamita do Camboja, já que o tratado havia impedido a China de atacar aliados soviéticos.[carece de fontes?]
O tratado vigorou até 16 de fevereiro de 1979.[carece de fontes?]

## Ligações Externas
- Um artigo do ministério das Relações Exteriores da República Popular da China sobre o tratado.
- Um artigo que menciona o tratado.
- Yang Kuisong, "The Sino-Soviet Alliance and Nationalism: A Contradiction" PDF (103 KiB) (2005), Parallel History Project (PHP).